# Nachtwandler (Band)
Die Nachtwandler sind eine deutsche Hip-Hop-Band, die aus Patrick „John“ Ruhrmann, Christoph Riebling und Jens Klingelhöfer bestehen. Ihre Musik mischt Elemente des Rap, Nu Metal und Soul.

## Geschichte
Gegründet wurden die Nachtwandler als Regenundmild im Jahr 1994. Die Künstlernamen der drei Idsteiner lauten John MC, Nono und Dr. Narkose (alias der Lockenmann).
Bereits 1994 spielten sich Regenundmild selbst im Fernsehfilm Natalie – Endstation Babystrich.
Trotz des Gewinns eines Nachwuchswettbewerbes der BMG 1996 kam der Durchbruch erst später.
John Ruhrmann bekam durch ein Praktikum beim 3p-Label von Moses Pelham und einen anschließenden A&R-Posten die Möglichkeit, wieder aktiv im Musikgeschäft mitzuwirken. Dies ermöglichte es den Nachtwandlern, dass Produktionen für Künstler wie J-Luv und Cassandra Steen durchgeführt werden konnten.
Mit den Erfahrungen dieser Produktionen wurde ein Haus in Offenbach als kombinierte Wohn- und Studioeinheit umgebaut, in dem die drei an ihren Werken arbeiten. Mit ihrem Label „Musik Für Massen“ schufen sie sich die Möglichkeit unabhängig zu sein und ihre Ziele zu verfolgen.
Nachdem die Formation bereits 2000 unter dem Namen Regenundmild das Album „Im Bann des Plattenspielers“ veröffentlichte, folgte im November 2004 das „erste“ Nachtwandler-Album „Zurück in den Wald“.
Die Nachtwandler sind unter anderem die Produzenten der erfolgreichen Gruppe Rapsoul sowie von den Rappern Separate und Dirrrty Franz & die b-Side Boyz.

## Diskografie

### Singles
- 1999: Wir müssen alle viel länger schlafen (unter dem Namen „Regenundmild“ veröffentlicht)
- 1999: Tausend Jahre sind ein Tag (unter dem Namen „Regenundmild“ veröffentlicht)
- 2000: Im Bann des Plattenspielers (unter dem Namen „Regenundmild“ veröffentlicht)
- 2004: Albtraum

### Alben
- 1999: Im Bann des Plattenspielers (unter dem Namen „Regenundmild“ veröffentlicht)
- 2004: Zurück in den Wald